# جوزيف إدوارد برينان
جوزيف إدوارد برينان (بالإنجليزية Joseph Edward Brennan) هو سياسي أمريكي ينتمي إلى الحزب الديمقراطي . ولد جوزيف في يوم 2 تشرين الثاني - نوفمبر من عام 1934 في مدينة بورتلاند في ولاية مين . شغل برينان منصب حاكم ولاية مين مابين 3 يناير 1979 إلى 7 يناير 1987 . كما شغل برينان عضو في مجلس النواب الأمريكي مابين عامي 1987 - 1991